# El Mizaraa
El Mizaraa (ou Meziraa, Mziraa) est une commune de la wilaya de Biskra en Algérie ; elle est située dans le massif de l'Aurès.

## Géographie

### Situation
La commune est située à l'Est de la wilaya de Biskra et fait partie de la daïra de Zeribet El Oued.
| Ghassira (wilaya de Batna) |            | T'Kout (wilaya de Batna) |
| M'chouneche                | El Mizaraa | Kimmel (wilaya de Batna) |
| Aïn Naga                   |            | Zeribet El Oued          |

### Localités
- Kebach
- Tadjemout
- Djemina
- Oulech

### Géographie physique
La commune se trouve sur le versant sud-est du Djebel Ahmar Khaddou ; elle s'étend des crêtes (1 600 m) jusqu'aux abords du Sahara.

### Géographie humaine
Les localités de la commune sont reliées par des pistes carrossables à la route nationale 81 qui va de Khenchela à Biskra par Zeribet El Oued.

## Histoire
Période de la colonisation française
À l'origine, se trouvent deux douars de la commune mixte de l'Aurès (département de Constantine, arrondissement de Batna), dont le chef-lieu était Arris : le douar Tadjemout et le douar Oulech (à l'ouest). 
Le douar Tadjemout regroupait les arch (« tribus ») chaouis Beni Melkem et Ouled Abderrahmane ; le siège du caïd était Tadjemout. Ce douar est relativement bien connu pour la période des années 1930, car l'ethnologue Germaine Tillion a passé plusieurs années entre 1934 et 1940 à étudier l'arch des Ouled Abderrahmane, qui avaient leur grenier collectif (guelaa) à Kebach, étant des éleveurs et agriculteurs transhumants entre la montagne en été et le Sahara en hiver.
Le douar Oulech (ou Loulach) regroupait cinq arch : Ouled Youb, Ouled Sliman Ben Aïssa, Ahl Oulech, Ouled Zerara et Achach. 
Période de la guerre d'Algérie
En 1956, Batna devient une préfecture, Arris une sous-préfecture et les douars Tadjemout et Oulech des communes.
La période de l'indépendance
Les deux communes de Tadjemout et d'Oulech fusionnent pour former El Mizaraa, commune désormais rattachée à la wilaya de Biskra, comme M'Chouneche, alors que Kimmel, à l'est de Tadjemout, reste dans la wilaya de Batna.